# Bistum Cabinda
Das Bistum Cabinda (lateinisch Dioecesis Cabindana, portugiesisch Diocese de Cabinda) ist eine in Angola gelegene römisch-katholische Diözese mit Sitz in Cabinda. Es umfasst die Provinz Cabinda.

## Geschichte
Papst Johannes Paul II. gründete es mit der Apostolischen Konstitution Catholicae prosperitas am 2. Juli 1984 aus Gebietsabtretungen des Erzbistums Luanda, dem es auch als Suffragandiözese unterstellt wurde. 

## Bischöfe von Cabinda
- Paulino Fernandes Madeca (2. Juli 1984–11. Februar 2005)
- Filomeno Vieira Dias (11. Februar 2005–8. Dezember 2014)
- Belmiro Cuica Chissengueti CSSp (seit 3. Juli 2018)